# ヤシャベラ
ヤシャベラ（学名 Cheilinus fasciatus）は、スズキ目ベラ科モチノウオ属の海水魚。

## 特徴
体側には黒色帯と白色帯が交互にある。大型個体は眼周辺に放射状の模様がある。尾鰭上方と下方は若干伸長する。幼魚は暗色の体に白い横帯があり、ギチベラの幼魚やハシナガベラ属の魚によく似ている。成魚は全長35cmほどになる。

## 分布と生息環境
日本(琉球列島)を含むインド - 太平洋域に広く生息するがハワイ諸島やライン諸島、ソシエテ諸島、紅海には分布せず、紅海では近縁種であるCheilinus quinquecinctusに置き換わる。サンゴ礁や岩礁域に生息している。

## ヒトとのかかわり
食用になる。ただし、八重山では市場には出ない。